# 2018年默斯东和本努爆炸
2018年7月13日，巴基斯坦发生两起爆炸事件，共造成至少154人死亡。该事件是巴基斯坦历史上死伤最惨重的恐怖袭击之一。
一起发生在俾路支省默斯东，当时俾路支人民党举行政治集会，现场人数超1000人。自杀式袭击者在人民党领袖到达后发动袭击，造成至少149人死亡、186人受伤。爆炸使用的炸弹约15公斤。伊斯兰国宣称为袭击负责。
另外，开伯尔-普赫图赫瓦省亦发生袭击，一颗摩托车炸弹引爆，5人死亡。